# أليكس ريد
أليكس ريد (بالإنجليزية: Alex Reid)‏ هي ممثلة بريطانية، ولدت في 23 ديسمبر 1980 في المملكة المتحدة.

## أعمال

### أفلام
- (2005) ذا ديسنت[2]
- (2009) ذا ديسنت 2

## وصلات خارجية
- أليكس ريد على موقع IMDb (الإنجليزية)
- أليكس ريد على موقع أول موفي (الإنجليزية)
- أليكس ريد على موقع قاعدة بيانات الفيلم (الإنجليزية)